# حركة الصابرين حصن
 حركة الصابرين نصرا لفلسطين تسمى إختصاراً حصن هي حركة فلسطينية تنشط في قطاع غزة، تميل إلى المذهب الشيعي. ولدت بعد انشقاقها عن حركة الجهاد الإسلامي في فلسطين عام 2014 . وهي تضم نخبة من المنشقين عن حركة الجهاد الإسلامي الطامحين لأن تكون بديلا مستقبليا عنها.

## قيادة الحركة
- مؤسس حركة الصابرين: القيادي المنشق عن حركة الجهاد الإسلامي “هشام سالم”.
- تمويل الحركة: “إيران – حزب الله”الميزانية: 12 مليون دولار أمريكي سنوياً، أي بمعدل مليون دولار شهرياً.
- القائد العسكري لحركة الصابرين: “هشام سالم” وهو قيادى منشق عن حركة الجهاد الإسلامي.
- قيادات دينية وسياسية: محمود جودة،[1] عبد العزيز عودة، عبد الله الشامي

## علاقاتها بالتشيع السياسي
تربط حركة الصابرين علاقة قوية بإيران، وترى في أدبياتها أن إيران رأس حربة الإسلام والدولة الوحيدة التي تحمل هموم القضية الفلسطينية.. وتربطها أيضا علاقة قوية ومتينة بـحزب الله اللبناني الشيعي التابع لإيران وهي تعتبر نفسها النسخة الفلسطينية من حزب الله، حيث يتم تدريس كتب ومحاضرات حسن نصرالله والمقاومة اللبنانية داخل مؤسسات الحركة. ويتشابه شعار الحركة كثيرا بشعار حزب الله، وقد عقدت مؤتمرات عديدة وتكلمت عن الوصية والدعوة إلى التشيع.[بحاجة لمصدر]

## علاقاتها الداخلية
أشيع ان حركة حماس قد حظرت هذه الحركة بضغط من حركة الجهاد الإسلامي التي تقوم بنيتها الفكرية الأساسية على أنه لا فرق بين السنة والشيعة، وأن العلاقة مع إيران هي علاقة إستراتيجية. وايضا تجتذب الكثير من أعضاء حركة الجهاد وأنصارها، وخصوصا في أعقاب حجب المساعدات الإيرانية عن حركة الجهاد الإسلامي وتحويل قسم كبير منها لجماعة الصابرين. من جانبها لم تؤكد حركة حماس حظر هذه الحركة أو عدمه، إلا أن أعضاؤها تعرضوا لمضايقات، كما تعرض مؤسسها لهجوم بسكين عندما كان يشارك في مسيرة شعبية في انتفاضة القدس 2015 على حدود غزة، حيث أصيب بجروح طفيفة في الرقبة.[بحاجة لمصدر]